# Senegal i olympiska sommarspelen 1972
Senegal deltog i de olympiska sommarspelen 1972 med en trupp bestående av 38 deltagare, samtliga män, vilka deltog i 23 tävlingar i fem sporter. Ingen av landets deltagare erövrade någon medalj.

## Basket
- Laguppställning:[2]

Abdourahmane N'Diaye
Alioune Badara Guèye
Assane Thiam
Babacar Seck
Boubacar Traoré
Cheikh Amadou Fall
Joseph Diandy
Doudas Leydi Camara
Moustafa Diop
Papa Malick Diop
Pierre Martin Sagna
Sylvestre Lopis
- Gruppspel:[3]

| Lag           | S | V | O | F | GM  | IM  | MS   | P  |
| ------------- | - | - | - | - | --- | --- | ---- | -- |
| Sovjetunionen | 7 | 7 | 0 | 0 | 639 | 479 | +160 | 14 |
| Italien       | 7 | 5 | 0 | 2 | 547 | 471 | +76  | 10 |
| Jugoslavien   | 7 | 5 | 0 | 2 | 582 | 484 | +98  | 10 |
| Puerto Rico   | 7 | 5 | 0 | 2 | 570 | 531 | +39  | 10 |
| Västtyskland  | 7 | 3 | 0 | 4 | 482 | 518 | −36  | 6  |
| Polen         | 7 | 2 | 0 | 5 | 520 | 536 | −16  | 4  |
| Filippinerna  | 7 | 1 | 0 | 6 | 526 | 666 | −140 | 2  |
| Senegal       | 7 | 0 | 0 | 7 | 405 | 586 | −181 | 0  |

## Boxning
Fyra boxare representerade Senegal vid spelen.
| Boxare               | Gren            | Första rundan        | Andra rundan         | Tredje rundan        | Kvartsfinal          | Semifinal            | Final                | Final |
| Boxare               | Gren            | Motståndare Resultat | Motståndare Resultat | Motståndare Resultat | Motståndare Resultat | Motståndare Resultat | Motståndare Resultat | Plats |
| -------------------- | --------------- | -------------------- | -------------------- | -------------------- | -------------------- | -------------------- | -------------------- | ----- |
| Pierre Amont N'Diaye | Bantamvikt      | Bye                  | Turpin (GBR) 0-5     | Gick inte vidare     | Gick inte vidare     | Gick inte vidare     | Gick inte vidare     | 17    |
| Abdou Faye           | Fjädervikt      | Andrews (NIG) 0-5    | Gick inte vidare     | Gick inte vidare     | Gick inte vidare     | Gick inte vidare     | Gick inte vidare     | 33    |
| Abdou Fall           | Lätt weltervikt | i.u.                 | Park (KOR) TKO-3     | Gick inte vidare     | Gick inte vidare     | Gick inte vidare     | Gick inte vidare     | 17    |
| Oumar Fall           | Lätt mellanvikt | Belić (YUG) 1-4      | Gick inte vidare     | Gick inte vidare     | Gick inte vidare     | Gick inte vidare     | Gick inte vidare     | 32    |

## Friidrott
Herrar
Bana och väg
| Idrottare                                               | Gren       | Heat     | Heat      | Kvartsfinal | Kvartsfinal | Semifinal        | Semifinal        | Final            | Final            |                  |
| Idrottare                                               | Gren       | Resultat | Placering | Resultat    | Placering   | Resultat         | Placering        | Resultat         | Placering        |                  |
| ------------------------------------------------------- | ---------- | -------- | --------- | ----------- | ----------- | ---------------- | ---------------- | ---------------- | ---------------- | ---------------- |
| Barka Sy                                                | 100 m      | 10,30    | 1 Q       | 10,27       | 2 Q         | 10,42            | 5                | gick inte vidare | gick inte vidare |                  |
| Amadou Gakou                                            | 400 m      | 47,68    | 4 Q       | 46,96       | 7           | gick inte vidare | gick inte vidare | gick inte vidare | gick inte vidare | gick inte vidare |
| Daniel Andrade                                          | 800 m      | 1:53,9   | 7         | i.u.        | i.u.        | gick inte vidare | gick inte vidare | gick inte vidare | gick inte vidare | gick inte vidare |
| Daniel Andrade                                          | 1500 m     | 3:59,2   | 9         | i.u.        | i.u.        | gick inte vidare | gick inte vidare | gick inte vidare | gick inte vidare | gick inte vidare |
| Abdoulaye Sarr                                          | 110 m häck | 14,12    | 4         | i.u.        | i.u.        | gick inte vidare | gick inte vidare | gick inte vidare | gick inte vidare | gick inte vidare |
| Malang Mané Christian Dorosario Momar N’Dao Barka Sy    | 4 × 100 m  | 40,95    | 5         | i.u.        | i.u.        | gick inte vidare | gick inte vidare | gick inte vidare | gick inte vidare | gick inte vidare |
| Omar Ba Abdou Mamadou Sow Samba Dièye Jean-Pierre Mango | 4 × 400 m  | 3:11,2   | 7         | i.u.        | i.u.        | i.u.             | i.u.             | gick inte vidare | gick inte vidare |                  |

Fältgrenar
| Idrottare   | Gren    | Kval    | Kval      | Final   | Final     |
| Idrottare   | Gren    | Längd   | Placering | Längd   | Placering |
| ----------- | ------- | ------- | --------- | ------- | --------- |
| Mansour Dia | Tresteg | 16,55 m | 3 Q       | 16,83 m | 6         |